# Maurice Dorléac
Maurice Dorléac (Parigi, 26 marzo 1901 – Parigi, 4 dicembre 1979) è stato un attore francese.

## Biografia
Era figlio del bibliotecario Alphonse Dorléac e di Berthe Marie Smout, e padre delle attrici Françoise Dorléac e Catherine Deneuve, avute dall'attrice e doppiatrice Renée Deneuve.

## Filmografia parziale
- Il marchio sulla carne (La Duchesse de Langeais), regia di Jacques de Baroncelli (1942)
- Delirio d'amore (La Symphonie fantastique), regia di Christian-Jaque (1942)
- I cavalieri di ventura (Du Guesclin), regia di Bernard de Latour (1949)
- Siamo tutti assassini (Nous sommes tous des assassins), regia di André Cayatte (1952)
- Gli amori finiscono all'alba (Les amours finissent à l'aube), regia di Henri Calef (1953)
- Il presidente (Le Président), regia di Henri Verneuil (1961)
- La grande abbuffata (La Grande bouffe), regia di Marco Ferreri (1973)
- L'affare della Sezione Speciale (Section spéciale), regia di Costa Gavras (1975)
- Il cadavere del mio nemico (Le Corps de mon ennemi), regia di Henri Verneuil (1976)
- Il giudice d'assalto (Le juge Fayard dit Le Shériff), regia di Yves Boisset (1977)